# Asín
Asín är en kommun i Spanien.   Den ligger i provinsen Provincia de Zaragoza och regionen Aragonien, i den nordöstra delen av landet, 300 km nordost om huvudstaden Madrid. Antalet invånare är 115. Arean är 18,0 kvadratkilometer.
Terrängen i Asín är lite kuperad.